# جوزی مران
جوزی مران (انگلیسی: Josie Maran؛ زادهٔ ۸ مهٔ ۱۹۷۸ ‏(۴۷ سال)) یک هنرپیشه، و مانکن (فرد) اهل ایالات متحده آمریکا است.
از فیلم‌ها یا برنامه‌های تلویزیونی که وی در آن نقش داشته است می‌توان به هوانورد، ون هلسینگ اشاره کرد.